# Alfons Reverté i Casas
Alfons Reverté i Casas (Barcelona - 1967) és un director d'orquestra, clarinetista i pedagog català.

## Biografia
Nascut a Barcelona, al si d’una família de músics, es va titular al Conservatori Superior Municipal de Música de Barcelona a les especialitats de Clarinet, Solfeig, Harmonia, Composició, Instrumentació i Direcció d’Orquestra. Paral·lelament va cursar estudis de Dret a la UB – Universitat de Barcelona. Va ampliar els estudis de Direcció d’Orquestra a Anglaterra, seguint els cursos impartits per George Hurst, cap del Departament de Direcció de la Royal Academy of Music de Londres. Així mateix va treballar, també a Anglaterra, amb Lawrence Leonard, Robert Houlighan o Michael Rose, entre d'altres.
L’any 1999 va ser nomenat Director Assistent de l’Orquestra Simfònica de Barcelona i Nacional de Catalunya – OBC, funció que va desenvolupar fins a l’any 2002. Aquell mateix any va ser nomenat Director Titular i Artístic de l’Orquestra Simfònica Julià Carbonell de les Terres de Lleida – OJC, orquestra totalment professional de nova creació afavorida per la Diputació i l’Ajuntament de Lleida així com per la Generalitat de Catalunya, i el càrrec de la qual continua exercint avui dia, amb una reconeguda tasca d’excel·lència artística, social i pedagògica, avalada per múltiples projectes d’àmplia difusió.
A nivell estatal ha dirigit l’Orquestra del Gran Teatre del Liceu, l’OBC, l’Orquesta Sinfónica de Tenerife, l’Orquesta Sinfónica de La Coruña, l’Orquestra Simfònica de les Balears, l’Orquestra Simfònica del Vallès, l’Orquesta Sinfónica Pablo Sarasate de Pamplona, l’Orquesta Sinfónica de Córdoba… així com la Banda Municipal de Barcelona o l’Orquestra de Cambra Barcelona 216 entre moltes altres.
Fruit d’una primera gira, convidat per diverses orquestres argentines i sent rebut amb gran èxit de crítica, ha estat novament convidat per dirigir en aquest país diverses vegades. També ha dirigit moltes vegades a Alemanya, Polònia, Àustria, França, Bulgària, Suècia, Itàlia…
En un nou pas dins de la seva prolífica activitat Alfons Reverté ha estat nomenat el 2022 Director Titular i Artístic de l’Orquesta Sinfónica de San Juan FFHA-UNSJ, a Argentina, orquestra que gaudeix de dues de les millors sales d’Amèrica del Sud per exercir la seva activitat anual: l’Auditori Juan Victoria, amb la considerada millor acústica de Sud-amèrica, per a l’activitat simfònica i el nou i meravellós Teatre del Bicentenari per a l’activitat operística.
Especialitzat en la interpretació del Corno di Bassetto i del Clarinet Baix ha actuat com a solista internacionalment, interpretant a Europa i Amèrica obres com el concert per a Corno di Bassetto de J. Backofen o el concert també per a Corno di Bassetto d’Allesandro Rolla com a solista director. Va estrenar amb l’OBC, al Palau de la Música Catalana i sota la direcció de Lawrence Foster, el Concert per a clarinet baix i orquestra “Blue Mosaics” que li va dedicar el compositor nord-americà R. Patterson.
Així mateix, com a clarinetista, ha estat membre de l’Orquestra Simfònica de Barcelona i Nacional de Catalunya – OBC des de l’any 1986, actuant a sales com Musikverein de Viena, Gewandhaus de Leipzig, Royal Albert Hall de Londres, Concertgebouw d’Amsterdam, Carnegie Hall de Nova York, Palau de la Música de Barcelona, Suntory Hall de Tòquio entre moltes altres, juntament amb els més reconeguts directors i solistes mundials que abasten des de Claudio Arrau, Alícia de Larrocha, Mstislav Rostropovitx, Paul Tortelier, Luciano Pavarotti, Jessye Norman, Freddie Mercury, Krzysztof Penderecki… als nous mites de la música actuals.
També ha estat membre de diversos grups de cambra actuant a nombrosos festivals nacionals i internacionals.
Recentment ha iniciat la presentació d’un programa de TV propi de divulgació del món de l’Orquestra titulat “Orquestra’t amb l’OJC”.
Dins de l’àmbit de la música popular ha enregistrat un CD de sardanes de Josep Serra amb la Cobla de Cambra de Catalunya. Així mateix és director titular de la reconeguda Cobla Marinada.
En el camp pedagògic, ha mantingut sempre contacte amb orquestres joves i amateurs, com l’Orquestra Simfònica Diaula, la Jove Orquestra de la Garriga, l’Orquestra Simfònica de l’EMMCA, la Jove Orquestra Nacional de Catalunya, etc… així com amb les orquestres de diversos Conservatoris de l’Estat o amb l’Orquestra Ars Mèdica del Col·legi de Metges de Barcelona, orquestra amb què ha efectuat concerts a diversos països europeus, a sales com la del Mozarteum de Salzburg, interpretant un programa integral Mozart o a l’Angelika Kauffmann Saal, seu de la famosa Schubertiade austríaca, amb un programa totalment dedicat a Beethoven.
Paral·lelament ha dut a terme una intensa activitat operística, activitat que es va iniciar al Gran Teatre del Liceu com a director assistent juntament amb prestigiosos directors del panorama líric internacional com Pinchas Steinberg, Giuliano Carella, Christian Zacharias o Marco Armiliato, entre d'altres, i també amb cantants com Maria Guleghina, Ainhoa Arteta, Irina Mishura, José Cura, Montserrat Caballé, Marco Berti o Carlos Álvarez, entre molts altres. Va debutar al mateix Gran Teatre del Liceu dirigint El Retablo de Maese Pedro de Manuel de Falla en una bellíssima producció amb titelles gegants de la Companyia Etcétera.
Aquesta activitat al camp de l’òpera va venir enriquida amb les noves responsabilitats que li va suposar el fet que l’Orquestra Simfònica Julià Carbonell de les Terres de Lleida – OJC fos nomenada orquestra titular del nou Teatre de l’Òpera – La Llotja de Lleida des del moment de la seva inauguració el gener del 2010, moment en què va dirigir Il Trovatore de G. Verdi o posteriorment l’òpera Goyescas d’E. Granados.
Recentment ha efectuat l’estrena mundial de l’òpera La Gata Perduda d’Arnau Tordera al Gran Teatre del Liceu de Barcelona, dins la temporada de celebració del 175è aniversari de la fundació del teatre.
Més info alfonsreverte.com